# Trofeo di calcio Hassan II 1998
La Trofeo di calcio Hassan II 1998 (Coupe internationale Hassan II de football 1998) fu la seconda edizione del Trofeo di calcio Hassan II, competizione calcistica amichevole per nazione organizzata dalla Federazione calcistica del Marocco. La competizione si svolse in Marocco dal 27 maggio al 29 maggio 1998 e vide la partecipazione di quattro squadre su invito: Belgio, Francia, Inghilterra e Marocco.

## Formula
- Qualificazioni

Nessuna fase di qualificazione. Le squadre sono qualificate direttamente alla fase finale.
- Fase finale

Girone unico - 4 squadre, giocano solo due partite. La vincente si laurea campione del Trofeo Hassan II.

## Squadre partecipanti
| Pr. | Squadra     | Data di qualificazione certa | Partecipante in quanto                                         | Partecipazioni precedenti al torneo | Ultima presenza |
| --- | ----------- | ---------------------------- | -------------------------------------------------------------- | ----------------------------------- | --------------- |
| 1   | Marocco     | -                            | Rappresentativa della nazione organizzatrice della fase finale | -                                   | Esordiente      |
| 2   | Belgio      | -                            | Invitata                                                       | -                                   | Esordiente      |
| 3   | Francia     | -                            | Invitata                                                       | -                                   | Esordiente      |
| 4   | Inghilterra | -                            | Invitata                                                       | -                                   | Esordiente      |

Nella sezione "partecipazioni precedenti al torneo", le date in grassetto indicano che la nazione ha vinto quella edizione del torneo, mentre le date in corsivo indicano la nazione ospitante.

## Fase finale

### Girone unico

#### Classifica
| Pos | Squadra     | P.ti | G | V | P | VR | PR | GF | GS | DR |
| --- | ----------- | ---- | - | - | - | -- | -- | -- | -- | -- |
| 1   | Francia     | 4    | 2 | 1 | 0 | 1  | 0  | 3  | 2  | +1 |
| 2   | Inghilterra | 4    | 2 | 1 | 0 | 1  | 0  | 1  | 0  | +1 |
| 3   | Marocco     | 2    | 2 | 0 | 1 | 0  | 1  | 2  | 3  | -1 |
| 4   | Belgio      | 2    | 2 | 0 | 1 | 0  | 1  | 0  | 1  | -1 |

Vittoria nel tempo regolamentare = 3 punti, Vittoria ai rigori = 2 punti, Sconfitta ai rigori = 1 punto, Sconfitta nel tempo regolamentare = 0 punti

#### Risultati
| Arbitro: | Daami |

|  |           |          |
|  | Marcatori | 59’ Owen |

| Arbitro: | Guezzaz |

|            |           |  |
| Zidane 64’ | Marcatori |  |

| Arbitro: | El Arjoun |

|                                                 |                      |                                   |
| Van Meir Borkelmans M. Mpenza Scifo Vande Walle | Tiri di rigore 4 – 3 | Lee Owen Beckham Merson Ferdinand |

| Arbitro: | Seck |

|                                               |                      |                                                       |
| Bassir 9’, 64’                                | Marcatori            | 24’ Blanc 74’ Djorkaeff                               |
| Ouakili Triki Saber Abrami Hadda Amzine Rossi | Tiri di rigore 6 – 5 | Blanc Djorkaeff Lebœuf Trezeguet Pirès Vieira Candela |

## Statistiche

### Classifica marcatori
2 reti
- Salaheddine Bassir

1 rete
- Laurent Blanc
- Youri Djorkaeff
- Zinédine Zidane
- Michael Owen